# Wanda Wiecha
Wanda Wiecha-Wanot (Dillingen an der Donau, 14 de maio de 1946) é uma ex-jogadora de voleibol da Polônia que competiu nos Jogos Olímpicos de 1968.
Em 1968, ela fez parte da equipe polonesa que conquistou a medalha de bronze no torneio olímpico, no qual atuou em sete partidas.